# 馬料
馬料（めりょう/うまのりょう、馬䉼）は、日本の律令制において官人に支給された令外の禄（給与）の一部。

## 概要
養老3年12月7日（720年1月20日）に五位以上の家に身辺雑仕・警護のために防閤（ぼうこう）が仗身とともに支給されることになったが、逃亡が相次いだために、神亀5年3月28日（728年5月11日）に防閤を廃止する代わりに養馬の料に供する為に馬料が支給されることになった。
防閤は中国の制度に由来しており、唐においては五品以上に支給されていた（一品は96人、五品は24人と品階によって差異がある）が、日本と類似の問題を抱えた結果、銭の代納が認められ、やがて開元24年（736年）に支給方法の改革で月俸制が導入された際に月俸中の手当の1つとなった。なお、唐の将軍郭子儀が褒賞として馬料を賜ったことが知られているが、制度的なものではなかった。
防閤がそのまま手当として存置していた唐とは異なり、日本では防閤そのものを廃止していること、馬料の対象となる馬を明示しなかった（官人本人の乗馬でも防閤の役割に代わる従者の馬でも良い）ことから、防閤の代替として新たに制定された給与ではあるものの、その性格は全く別のものであった。
大同3年9月20日（808年10月13日）に時服・要劇料とともにあまねく衆司に支給されることになった。『延喜式』によれば、馬料は文武の職事官に支給され、文官については式部省式、武官については兵部省式、女官については中務省式に規定が設けられた。ただし、官司ごとに馬料を支給される定員が存在しており、実際の任官者がこれを上回る場合には支給を受けられない者が出た場合もあったと考えられる。
その支給方法は基本的な給与である季禄の支給方法に倣い、1年を1月から6月までと7月から12月までの2季に分け、それぞれの上日が必要日数（125日）以上の者に支給する（両方要件を満たせば年2回支給されることになる）とされており、財源は大蔵省が銭をもって支出することになっていた。文官・武官・女官・神祇官によって支給規定は異なっており、文官の場合は一位50貫、従三位では15貫、従五位では4貫、初位では2.05貫を支給され、武官はやや多め（武官中の最高位階にあたる従三位で25貫、従五位では6貫）の支給、女官はやや少なめ（女官中の最高准位にあたる尚蔵（正三位相当）では8貫、尚侍（従三位相当）では7.5貫、掌侍（従五位相当）では2貫）の支給を受けた。